# Buendía

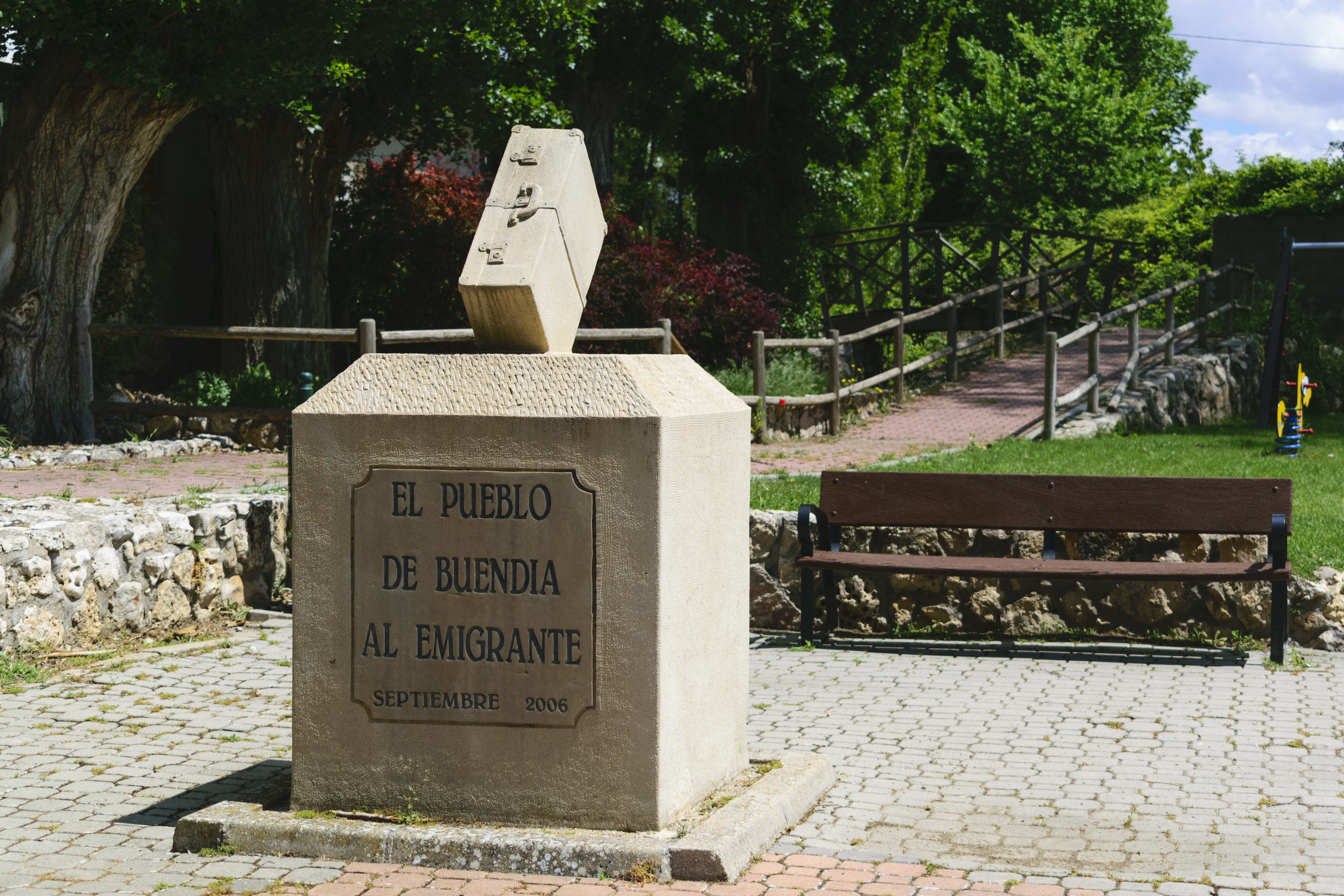
Monumento homenaje al emigrante

Buendía es un municipio y localidad española de la provincia de Cuenca, en la comunidad autónoma de Castilla-La Mancha. El término municipal, ubicado en la comarca de La Alcarria, tiene una población de 423 habitantes (INE 2024).

## Geografía
La localidad se encuentra en la provincia de Cuenca y linda con la provincia de Guadalajara y se encuentra junto al embalse al que da nombre. Da nombre al condado de Buendía, otorgado a la familia Acuña por el infante don Alfonso en 1465 a favor de Pedro Vázquez de Acuña. 

## Historia
Los orígenes de Buendía se remontan a tiempos muy lejanos; se tienen noticias de que por aquí anduvieron pueblos primitivos, Olcades, Lusones...
En la sierra de Enmedio, entre la hoz que forma el río Guadiela y el Tajo, se sitúan los restos de la antigua ciudad de Recopolis del siglo VI. Esta ciudad fue fundada por el rey visigodo Leovigildo para su hijo Recaredo, apocopada Recaredopolis, conocida como Recópolis. Desde muy antiguo los vecinos de Buendía tenían conocimiento de ella, a pesar de que diferentes historiadores y arqueólogos la situaran en la zona de Zorita (también llamada Recópolis, siendo ambas una sola). (En la Antigüedad, Griegos y romanos, construían ciudades relativamente cercanas con el mismo nombre. A esto se le llama dípolis) 
En el siglo X, el moro Rasis sitúa la ciudad entre Santaver y Zorita "lugar muy alto". Ambrosio de Morales en su Crónica General de España (1577) ya hacía referencia, "situándola en un lugar llamado Almonacid en la junta de los ríos Tajo y Guadiela, en un sitio de los más altos y fuertes de los que se pueden hallar en España". En el siglo XVIII el padre Gabriel de Henao señalaba el sitio, así como las relaciones topográficas que mandó hacer.Felipe II. En las de Buendía contestadas en 1578 se dice: "Hacía poniente hay unos edificios y Çimientos de cal y canto que por nombre tienen La Ciudad". Igualmente en un mapa, sobre juicios entre Buendía y Huete sobre unos visos de la Sierra de Enmedio, confeccionado sobre las averighuaciones de 1450, está señalada su lugar como La Ciudad Despoblada.Fray Marcos de Salmerón. General de la orden de la Merced. Consejero, confesor y predicador de Felipe IV. Calificador de la Inquisición. Obispo de Trujillo (Perú). Escritor. Nacido en Buendía, en sus "Recuerdos Históricos" dice :"........... cerca está (Buendía), de aquella ciudad que fundó entre dos montes el Rey Leovigildo, a donde se juntan los dos ríos (Tajo y Guadiela) en el fin de la Celtiberia". En 1845, Basilio Sebastían Castellanos, después de ver el terreno en 1845 dice en su libro La Isabela: " las grandes piedras entre las que hay algunos pedazos de mármoles que se ven aún sobre la superficie hacen conocer que fue ciudad de alguna consideración..."; y aún más Fr. Diego de Jesús y María, monje que habitó en el Desierto Carmelitano de Bolarque, en la ribera derecha del Tajo, frente a la Sierra de Enmedio nos dice en la "Historia del Desierto de Bolarque en 1651" : "La sierra opuesta que llaman de Enmedio, jurisdicción de Cuenca y término de Buendía, en la esquina en que remata para dar lugar a la mezcla de los dos ríos, Tajo y Guadiela, publica hoy vestigios de alguna antigualla con cimientos de grandes edificios, piedras labradas y, a la caída del Guadiela, padrastros de puentes ya desenlazados nuestros ojos registran indicios y señalan de alguna arruinada ciudad". 
Ya en el siglo XX fue estudiado el lugar por el académico de historia Juan Catalina García así como por el arqueólogo Juan Cabré, no viendo nada especial que les hiciera pensar de la existencia de tal ciudad. Es posible que desecharan la idea por lo abrupto del terreno. (En tiempos visigodos el Tajo y el Guadiela iban encajonados también, pero no existía la presa de Bolarque, por lo que a través de un puente romano, hoy bajo las aguas, podían comunicarse)
La casualidad quiso que Emilio Villellas Casalduc, cazador de pro y escritor, oteando el lugar encontró a un lugareño de Buendia (el tío Toyos) y éste le indicó el lugar exacto, cual no sería la sorpresa al ver los restos de muralla, arcos, cimentaciones de casas, calzada, etc. A lo largo de bastantes años ha continuado explorando y desenterrando muros, calzadas, puertas, contabilizando más de 108 casas, y después del lamentable incendio sufrido en julio de 2003, han quedado al descubierto bastantes más restos, así como una plaza de 35 m de diámetro, perfectamente empedrada, formando radios. 
En la parte más baja, frente al embarcadero de Nueva Sierra, se encuentra la llanura de la Majana, donde se han encontrado diversos majanos formados por las piedras de la casas, desmanteladas con la invasión árabe, en este paraje estaba situada la zona noble, arriba, encima de la ermita de la Virgen de los Desamparados, la zona militar, cuarteles, etc. Los restos de murallas nos dicen que debieron tener entre 2,5 y 3,5 metros de altura por 4,5 m de ancho. 
Buendía, por su ubicación, zona fronteriza de la Marca Media de Al-Ándalus, estuvo sometida a frecuentes incursiones de los ejércitos castellanos, hasta que en 1085 fue conquistada esta zona por el rey Alfonso VI, a la vez que, al casarse con la princesa Zaida hija del rey de Sevilla, recibió como dote las tierras de Uclés, Huete, Konka (Cuenca). Debido a la entrada de los almorávides y su rápida expansión, se perdieron estos terrenos tras las batallas de Sagrajas, Consuegra y Uclés, perdiendo no solo los territorios de Cuenca sino también los reinos de Toledo y Valencia.
Es en 1171, cuando el 21 de septiembre el rey Alfonso VIII conquista Cuenca y todo su territorio, concediendo fueros y nuevas leyes para su repoblación, mediante los Comunes de Villa y Tierra. Las tierras al sur de la Alcarria Baja (terreno alto, raso y de poca hierba) eran administradas por el común de Huete, y que poco a poco fueron adquiriendo la condición de villas, siendo una de ellas Buendia
El primer señor de Buendia y Azañon en 1397 fue Lope Vázquez de Acuña, concedido por Enrique III "El Doliente", casado con Teresa Carrillo de Albornoz, Señora de Paredes, Portilla y Valtablado, sobrina de Gil Álvarez de Albornoz (Carrillo), nacido en Carrascosa del Campo, cardenal de Toledo y fundador del colegio español en Bolonia. Su hijo primogénito Pedro Vázquez de Acuña y Carrillo de Albornoz, I conde de Buendía, concedido por el Infante Alfonso, en el tiempo que se sintió rey con el título de Alfonso XII de Castilla (no fue rey oficial); estando en su real, cerca de Arévalo el 9 de junio de 1465 (existe copia del título original). En 1475, concretamente el 9 de febrero, los Reyes Católicos, concedieron carta de privilegios y confirmaciones para hacer mayorazgo de sus estados a Pedro de Acuña, conde de Buendía, y a su mujer Inés de Herrera 

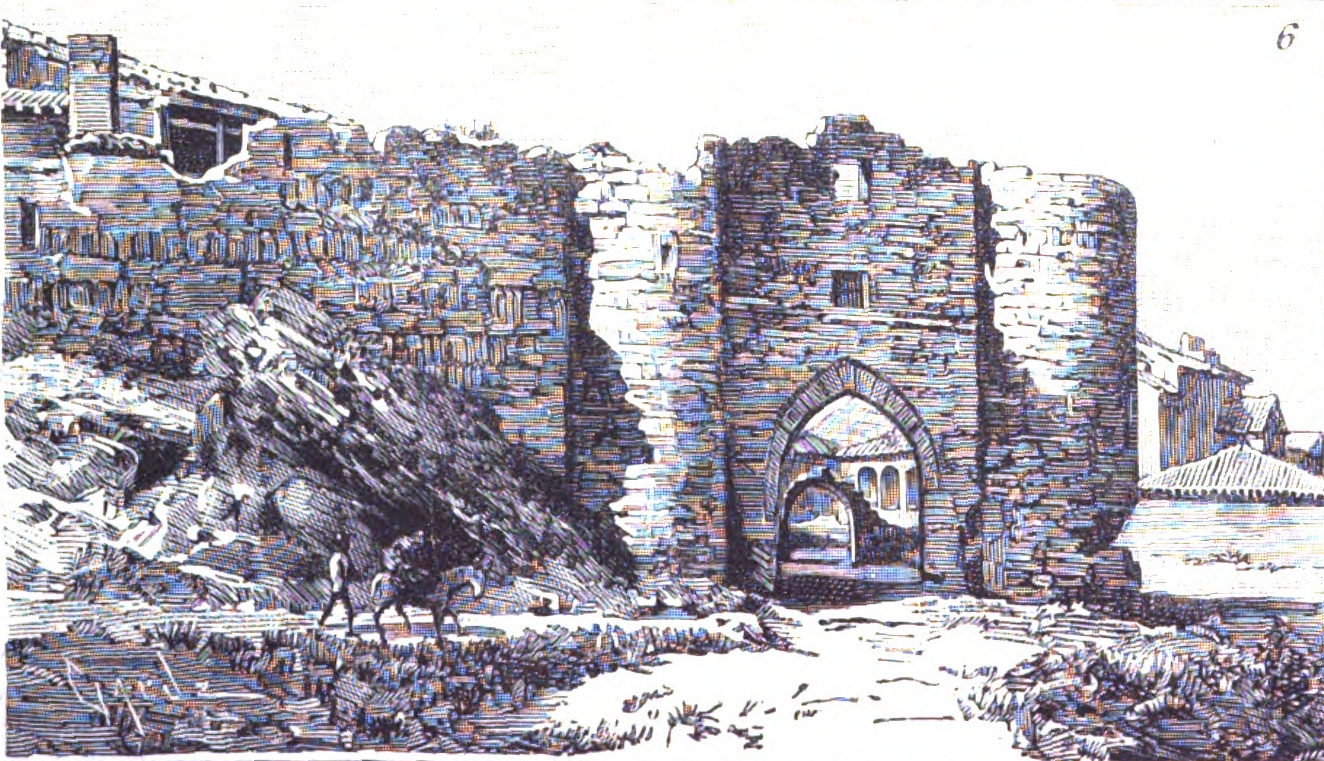
Puerta de la muralla de Buendía en la segunda mitad del

Estuvo rodeada por murallas, de cal y canto, revestida de sillares, y en el norte una fortaleza del siglo XV, mandada construir por Pedro de Acuña Albornoz. Cinco puertas daban acceso al recinto: Puerta Calzada, la del Castillo, camino del Convento (hoy cementerio), Calle Botica y camino de la Isabela (frontón).  En la actualidad tan solo quedan en pie Puerta Nueva, la del Castillo y la del Convento, así como los restos de los muros norte y este de la muralla y paramento norte del castillo. Sus calles radio-concéntricas siguen el canon medieval: con ayuntamiento, iglesia y plaza mayor en el centro, del que parten las calles más importantes; el resto formando circunferencias, siguiendo el trazado de sus murallas. En sus calles se encuentran magníficas rejas (siglo XV-XVI, algunas, otras del siglo XVII y posteriores). Igualmente son dignas de observar sus puertas, todavía con gateras, algunas con las iniciales de los propietarios y el año de construcción; llamadores y otros elementos.
En 1578, mediante el cuestionario que mandó confeccionar Felipe II, ya se dice que tenía 900 vecinos (4000 o 5000 habitantes). Tuvo molinos harineros, y de aceite, ganados lanar y vacuno, así como unos baños termales que, al construirse el embalse, quedaron bajo las aguas.
A mediados del siglo XIX, la villa tenía contabilizada una población de 1193 habitantes. Aparece descrita en el cuarto volumen del Diccionario geográfico-estadístico-histórico de España y sus posesiones de Ultramar de Pascual Madoz de la siguiente manera:

BUENDIA: v. con ayunt. en la prov. y dióc. de Cuenca (10 leg.), part. jud. y adm. de rent. de Huete (4), aud. terr. de Albacete (30), c. g. de Castilla la Nueva (Madrid 16): sit. en un llano, á 1/2 leg. de la sierra de Sta. Cruz, que se halla poblada de olivos y viñedo, presentando una perspectiva muy agradable; y á uña leg. de la llamada de Enmedio, al otro lado del r. Guadiela, que se pasa por un magnifico puente, obra del Sr. Jordan, mandado construir á fines del siglo último, á espensas de los pueblos que se encuentran á 25 leg. al contorno. Forman la pobl. 320 casas ruinosas en su mayor parte y divididas en varias calles y 3 plazuelas; hay casa municipal, pósito, escuela de niños, con la asignacion de 1,230 rs., otra de ninas, dotada por los padres de estas: igl. parr. de entrada (la Asuncion de Ntra. Señora), servida por un cura y beneficiados, y tiene como anejo al cas. de Alcantarilla: hay ademas un edificio que fué conv. de Gilitos; una ermita muy ant. que lo fué de franciscos descalzos; y en la sierra de Enmedio, ribera del Guadiela, el sant. de Ntra. Señora de los Desamparados, construido por los años de 1600: este se ha ha hecho famoso por la mucha gente que atrae de varios jueblos una funcion que se celebra en el mes de setiembre, hospedándose en unas casitas que se encuentran muy bien sit. Para el surtido del vecindario existen 3 fuentes de agua potable dentro de la pobl., y otras 3 en los afueras á corta dist. Confina el térm. por N. con Poyos; E. Villanueva del Rey; S. Jabalera; O. Almonacid de Zorita; y en él se encuentra un cas. llamado Casa de Cesario: la mencionada sierra de Enmedio se halla entre los r. Tajo y Guadiela; es bastante quebrada, poblada de romeros, bojes, marañas, algunos pinos y robles; y tanto esta como la de Sta. Cruz, abundan en esparto, yerbas medicinales y salvia de la mas estimada de la Alcarria: desde la cima de esta última sierra se presenta un golpe de vista el mas agradable; por la parte N. se vé hasta mucha dist.; por el E. se descubren las sierras de Cuenca; al S. se divisan los cerros de Huete; y al O. las nevadas sierras de Guadarrama é infinidad de pueblos, entre ellos el sitio real de la Isabela, el monte de Anguix y el célebre conv. que fué de carmelitas descalzos llamado Desierto de Bolarque. El terreno es muy ameno por las muchas fuentes de agua delgada que en él se encuentran y tampoco faltan vetas de mineral, hierro, cobre y aun de plata. La vega es muy productiva; la fertiliza un arroyo que pasa inmediato á la pobl., y en un sitio próximo al Guadiela, donde hay muchos huertos y buenos cañamares, existe un hermoso molino harinero con 4 piedras, y unos baños termales bastante concurridos; y es muy sensible se hallen tan descuidados, pues en los varios análisis que se han hecho de sus aguas, se les ha encontrado ser de los mismos grados que los de Sacedon. Los caminos se hallan en mal estado; y pasa junto á la v. la carretera que desde la Mancha conduce á Guadalajara. La correspondencia se recibe de la adm. de Huete. prod.: trigo, cebada, garbanzos, patatas, hortalizas, aceite y vino: hay cria de ganado lanar y cabrío en bastante número, y en corta cantidad caza de liebres, conejos, corzos y pesca de barbos y anguilas. ind. y comercio: la agricultura y ganaderia es la principal ocupacion de los hab.; hay sin embargo algunos alpargateros; se hacen bastantes sogas de esparto; se estrae el sobrante del trigo y vino, y existen 2 ó 3 tiendas poco surtidas, con algunas telas para el uso del pais. pobl.: 300 vec., 1,193 alm. cap. prod.: 3.662,240 rs. imp.: 183,112: importe de los consumos: 22,658 rs. 8 mrs. El presupuesto municipal se cubre con lo que redituan 3 hornos de pan cocer y los pastos de la sierra de Enmedio. Esta v. se halla bastante arruinada por lo mucho que sufrió en la guerra de la Independencia y en la última civil; y se le dio el nombre que la distingue, por haber sido conquistada á los moros en el dia del Corpus: se conservan todavia algunos lienzos de muralla intactos de sus fortificaciones; y en las inmediaciones de la Hoya de Bolarque, sobre unas elevadas rocas, se conocen los fragmentos de algunas paredes ó trozos de murallas. Suena en la historia el cond. de Buendia.
(Madoz, 1846, p. 475)

En la actualidad se ha reconstruido una de las puertas que daban acceso al recinto, "La puerta del Sol" que daba acceso a la calle de la botica, de la cual sólo quedaban unos pocos restos; asimismo se está reconstruyendo la llamada "Puerta Calzada".

## Demografía
Buendía cuenta con una población de 423 habitantes (INE 2024).
| Gráfica de evolución demográfica de Buendía entre 1842 y 2021                                                       |
| |
| Población de derecho según los censos de población del INE Población de hecho según los censos de población del INE |

## Administración y política
| Periodo   | Nombre                      | Partido |
| --------- | --------------------------- | ------- |
| 1979-1983 | Vicente Obispo Ballesteros  | PSOE    |
| 1983-1987 | Vicente Obispo Ballesteros  | PSOE    |
| 1987-1991 | Vicente Obispo Ballesteros  | CDS     |
| 1991-1995 | Vicente Obispo Ballesteros  | PSOE    |
| 1995-1999 | Vicente Obispo Ballesteros  | PSOE    |
| 1999-2003 | Vicente Obispo Ballesteros  | PSOE    |
| 2003-2007 | Vicente Obispo Ballesteros  | PSOE    |
| 2007-2011 | Vicente Obispo Ballesteros  | PSOE    |
| 2011-2015 | Desamparados Sierra Santos  | PP      |
| 2015-2019 | Desamparados Sierra Santos  | PP      |
| 2019-2023 | Gregorio Martínez Escribano | PSOE    |
| 2023-act. | Gregorio Martínez Escribano | PSOE    |

## Monumentos y lugares de interés
- El lugar por excelencia es la "Plaza Mayor-Ayuntamiento-Iglesia", porticada.

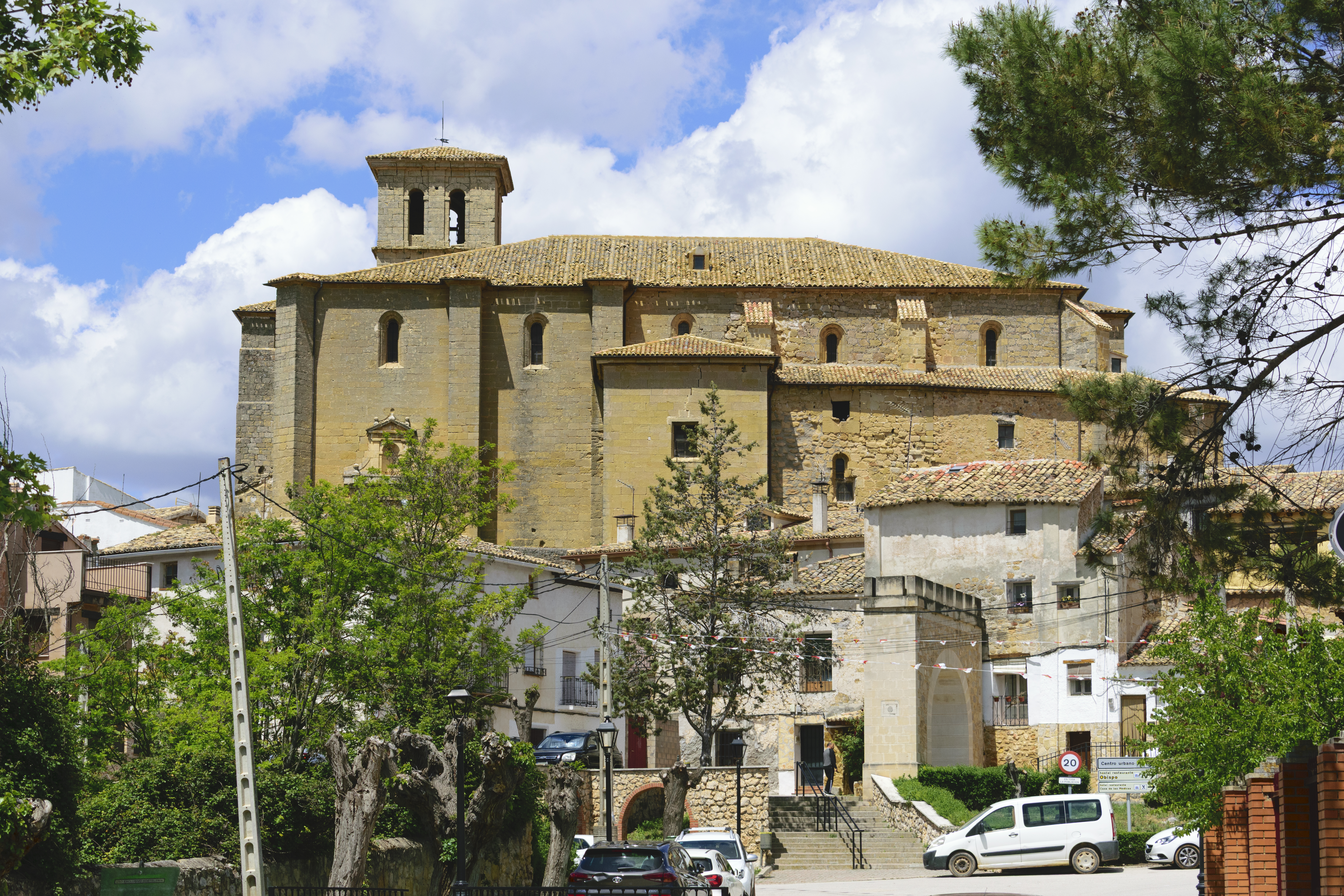
Iglesia La Asunción de Ntra. Sra.

- Iglesia La Asunción de Ntra. Sra.La Iglesia Parroquial de La Asunción de Nuestra Señora con una superficie de 1000 m², de los siglos XV y XVI, totalmente de sillería, con ventanas abocinadas, dos portadas estilo herreriano y una impresionante torre maciza de cuatro cuerpos con zócalo diseñada por fray Alberto de la Madre de dios en el año 1634.  Consta de tres naves de estilo gótico de Salón o columnaria, con columnas cilíndricas de cerca de doce metros de alto, arrancando el haz de nervios en forma de palmera, Junto a la sacristía tres capillas laterales, más otra en el muro de entrada. El coro es de rejería de madera policromada. De estilo gótico
- El Ayuntamiento se encuentra situado frente a la Iglesia, de dos plantas, porticada la planta baja.
- Uno de los edificios más antiguos es El Pósito o La Tercia, fechado en el siglo XV, destinado, como su nombre indica, a depósito de grano y lugar donde se pagaba el diezmo o tercia. Es de sillarejo con cornisa moldurada y la puerta de acceso con arco de medio punto abovedado; en la planta alta se conserva el artesonado de madera, sus paredes de mampostería, con ventanas y "troneras". En la actualidad alberga el museo del Carro y la Casa de la Cultura.
- El Museo del Carro está compuesto por piezas donadas y otras compradas por el Ayuntamiento, habiendo sido restauradas por gente del pueblo.
- Otro edificio emblemático y ahora Museo abierto al público es La Antigua Botica La de la Señorita Asunción un Museo donde se muestra todo el botamen, anterior al siglo XIX, copas de loza, botes, utensilios, registros de recetas, farmacopeas, etc.
- Tuvo varios conventos, hospital, etc, quedando tan solo un paredón en el actual cementerio.
  - El convento franciscano-alcantarino de Ntra. Sra. del Rosal, fundado en 1596. Se conocen tan solo el nombre de dos maestros canteros Martín de la Vaca y Pedro Muñoz. Con la desamortización de 1835, fue desmantelado al tener tan solo 8 frailes.
- A la entrada del mismo se encuentran las antiguas bodegas. Buendía elaboraba un excelente vino, (22 000 arrobas en el siglo XVII) "Cerro de la Fuente", así como la fuente donde se recogía el agua. Tuvo antaño cantidad de manantiales, pero bien por la sequía o por las aguas del embalse prácticamente se han secado casi todas.Bodegas

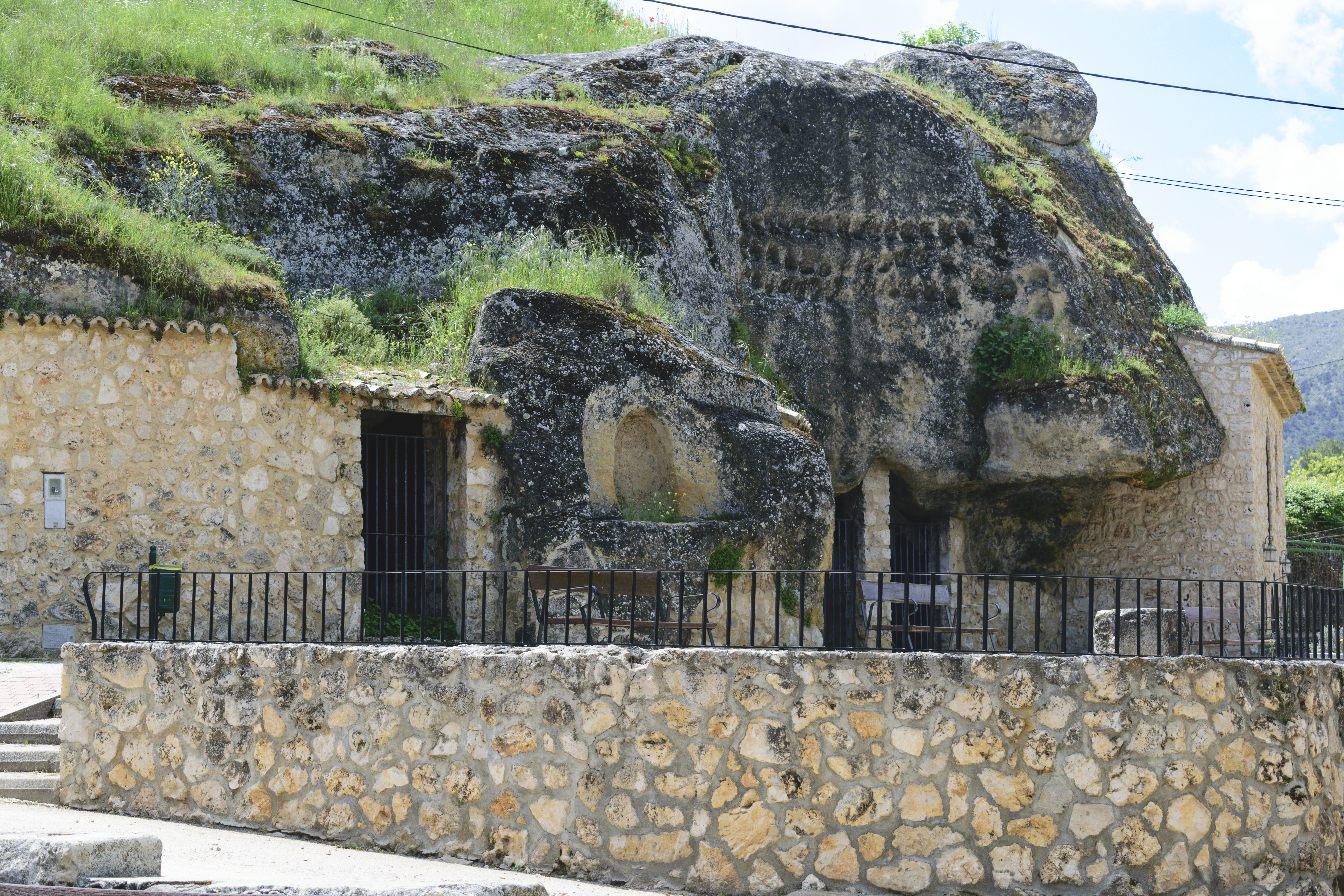
Bodegas

- Siete fueron las ermitas que tuvo: San Antón, San Benito, San Juan Bautista, San Sebastián que fue patrono de la villa, Santiago, Nuestra Señora del Rosal y Nuestra Señora de los Desamparados. De ellas tan solo queda la de los Desamparados.
- Igualmente tuvo unos muy afamados aguas y barros termales.Posiblemente anteriores a los romanos, pues en una remodelación llevada a cabo a comienzos del siglo XVIII, se encontraron monedas De César Augusto y Tiberio, inscripciones y tumbas. Hoy se hallan bajo los cimientos de la presa de Buendía.
- Por su condición de villa, tuvo enclavada en el camino Real a Cuenca, El rollo o Picota, indicativo de que la misma ejercía las dos funciones, la jurisdiccional y penal.

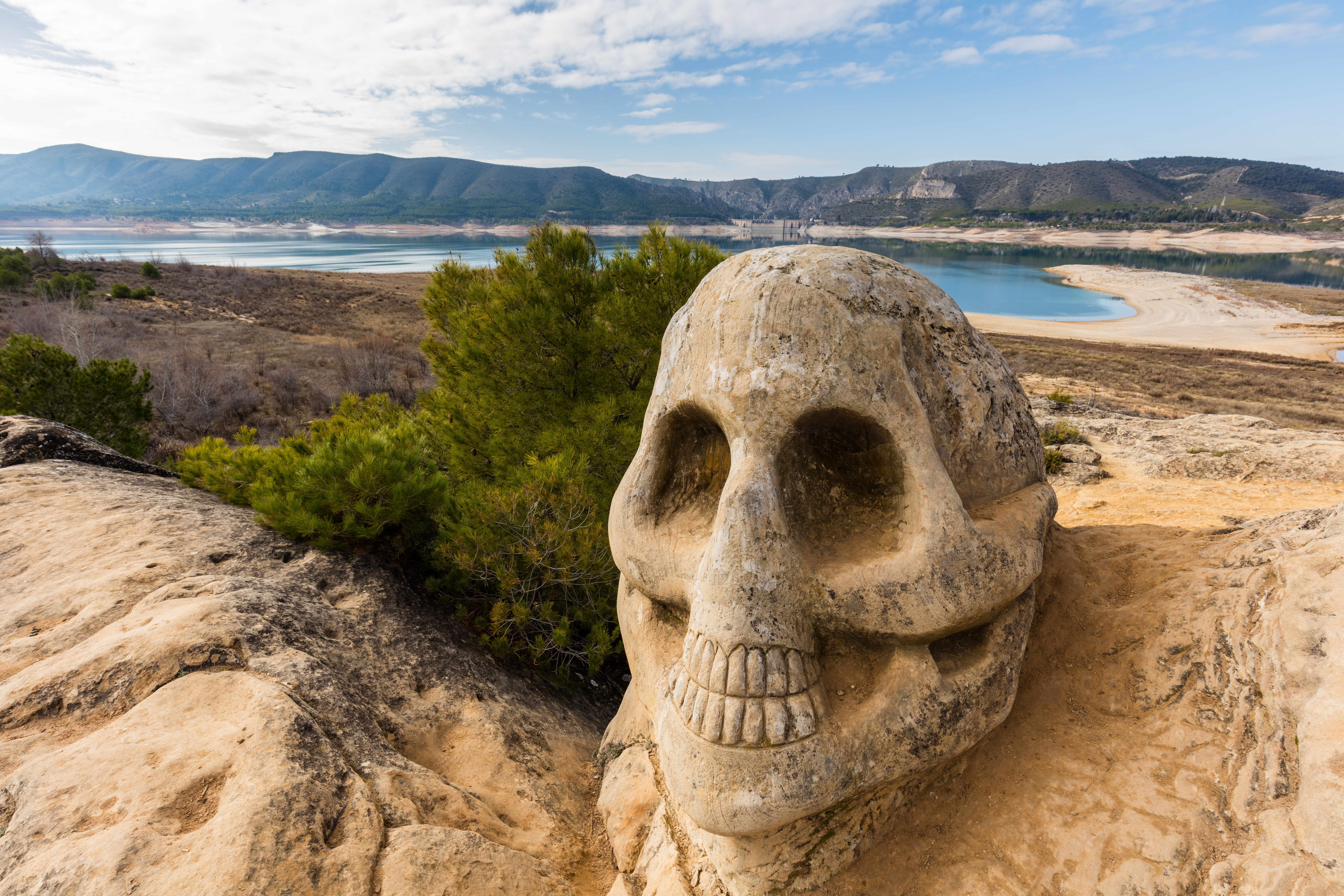
Calavera en la ruta de las Caras con el embalse de Buendía al fondo.

- La Ruta de las Caras, llamada así por la cantidad de esculturas talladas en roca, algunas de más de cuatro metros, duendecillos, vírgenes, damas, etc. Ideal para practicar senderismo;
- Cañón del Guadiela, (ruta para ir a la ermita de los Desamparados);
- Otro lugar de arraigo y devoción popular es el sitio de la Virgen la ermita de Ntra. Sra. de los Desamparados, a doce kilómetros del pueblo, al final de la hoz del río Guadiela. Fue levantada en los siglos XVI y XVII, en el paraje sierra de Enmedio, a orillas del Guadiela. Era conocido este lugar como el molino de Bolarque, de origen árabe, siendo durante años motivo de disputa entre los Lara y los Castro. El rey Alfonso VIII sancionó la propiedad. Está construida sobre un antiguo y pequeño eremitorio, que albergaba al Cristo del Amparo, ampliándose para instalar a la Virgen de los Desamparados tras su aparición en ese Sitio. Dice la leyenda que muy posiblemente, esta construcción lo fuese por los visigodos, La Virgen de Recapel o Recaupel.... No olvidemos que sobre esta ermita, en roca, se encuentra el yacimiento conocido como "Recópolis de Buendía".  Antiguamente era sitio donde los buendieros iban a pasar algunos días de descanso, existiendo casas de la Hermandad de la Virgen, donde familias enteras se hospedaban; en la actualidad tan solo queda la casa del santero, la fuente, patio y ermita, pues las aguas de Bolarque inundaron toda la vega y chopera. Es en esta ermita donde la Virgen de los Desamparados permanece ocho meses al año, siendo subida en romería el segundo sábado de mayo, permaneciendo en la iglesia parroquial cuatro meses. En septiembre es bajada de nuevo en romería.

## Curiosidades
- Hay una leyenda que hace referencia al nombre del pueblo: "En época de reconquista estos territorios hacían de frontera, en una escaramuza entre moros y cristianos, siendo más numerosas las huestes moras, y viendo el capitán cristiano próxima la derrota, se encomendó a la Virgen, como sus tropas estaban maltrechas, les arengó, dándoles ánimo para continuar, al final del día la victoria cayó sobre bando cristiano, y éste, de rodillas, dando gracias a la Virgen, se dirigió a sus soldados diciéndoles "Soldados buen día hemos echado hoy...", desde entonces cambió el nombre de Fuentesaúco a Buendia. No hay nada escrito sobre esto, pero todos los buendieros conocen esta historia. Existe todavía un manantial llamado Fuente del Sauco.
- En la actualidad se ha recuperado, tras 52 años olvidado, "La entrada de Moros y Cristianos", el segundo domingo de mayo, en la procesión, haciendo referencia a la leyenda.